# Gerhard V. (Eppstein)
Gerhard V. von Eppstein (* unbekannt; † nach 1294) war ein Adliger der jüngeren Linie des Hauses Eppstein. Die Eppsteiner, denen im Spätmittelalter der Aufbau einer der bedeutendsten Adelsherrschaften in Hessen gelang und die bereits um 1200 reich begütert in Spessart, Taunus und Wetterau waren, waren als Herren hochadlig und stellten im 13. Jahrhundert gleich vier Mainzer Erzbischöfe und Kurfürsten.

## Leben
Gerhard V. von Eppstein war der Sohn von Gottfried III. von Eppstein und dessen Frau Mathilde bzw. Mechthild von Isenburg-Wied.
Er schlug zunächst die Laufbahn als Kleriker ein. Bekannt ist seine Tätigkeit als Prior von St. Peter in Mainz zwischen 1286 und 1290. Auf Veranlassung seines Onkels Gerhard II. von Eppstein, der in dieser Zeit Erzbischof von Mainz war, trat er aus dem geistlichen Stand aus, um durch eine Heiratsverbindung politische Bindungen des Hauses Eppstein zu festigen. Daraufhin heiratete er etwa am 1. Dezember 1294 Elisabeth (die Mittlere) von Hessen (1276–1306), die Tochter des Landgrafen Heinrich I. von Hessen und dessen Frau Mechtild von Kleve.